# Гилчешть (Горж)
Гилчешть, Гилчешті (рум. Gâlcești) — село у повіті Горж в Румунії. Входить до складу комуни Берлешть.
Село розташоване на відстані 198 км на захід від Бухареста, 36 км на південний схід від Тиргу-Жіу, 60 км на північ від Крайови.

## Населення
За даними перепису населення 2002 року у селі проживала 351 особа, усі — румуни. Усі жителі села рідною мовою назвали румунську.